# 圖里亞爾瓦火山國家公園

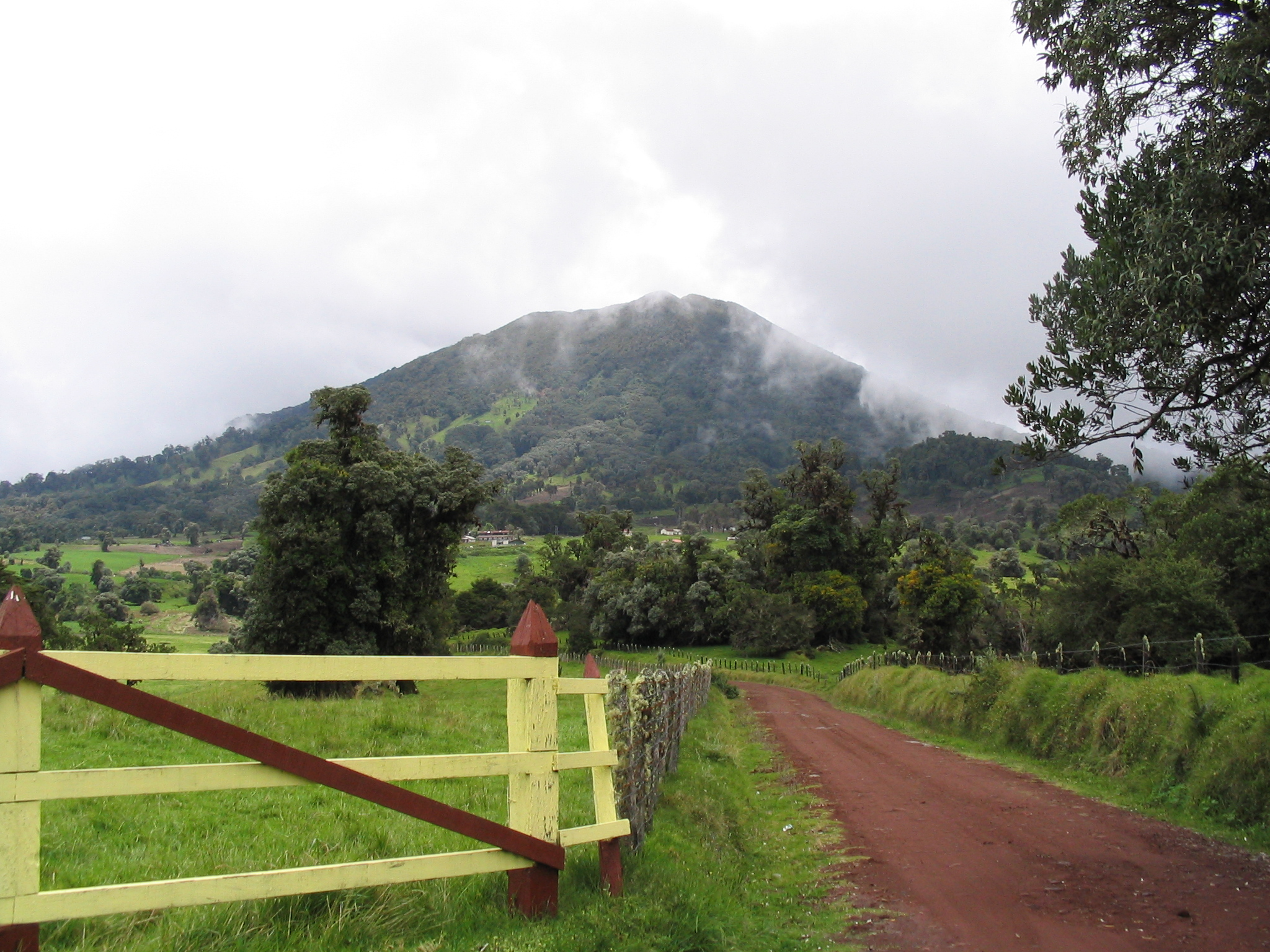

圖里亞爾瓦火山國家公園是哥斯達黎加的國家公園，位於該國中部，由卡塔戈省負責管轄，面積16平方公里，成立於1955年7月30日，最高點海拔高度3,340米。

## 外部連結
- Turrialba Volcano National Park （页面存档备份，存于） at Costa Rica National Parks